# Архиепархия Блантайра
Архиепархия Блантайра (лат. Archidioecesis Blantyrensis) — архиепархия Римско-католической церкви с центром в городе Блантайр, Малави. В митрополию Блантайра входят епархии Зомбы, Мангочи, Чиквавы. Кафедральным собором архиепархии Блантайра является церковь Пресвятой Девы Марии Мудрости.

## История
3 декабря 1903 года Святой Престол учредил апостольскую префектуру Шире, выделив её из апостольского викариата Ньясы (сегодня — архиепархия Лилонгве).
14 апреля 1908 года апостольская префектура Шире была преобразована в апостольский викариат.
15 мая 1952 года апостольский викариат Шире передал часть своей территории для образования апостольского викариата Зомбы (сегодня — епархия Зомбы) и одновременно был переименован в апостольский викариат Блантайра.
25 апреля 1959 года Папа Римский Иоанн XXIII издал буллу «Cum christiana fides», которой возвёл апостольский викариат Блантайра в ранг архиепархии-митрополии.
22 марта 1965 года архиепархия Блантайра передала часть своей территории для создания епархии Чиквавы.
В мае 1989 года архиепархию Блантайра с пасторским визитом посетил Папа Римский Иоанн Павел II.

## Ординарии архиепархии
- епископ Auguste Prézeau (3.12.1903 — 2.12.1909);
- епископ Louis-Joseph-Marie Auneau, S.M.M.[1] (9.05.1910 — 25.12.1949);
- архиепископ John Baptist Hubert Theunissen, S.M.M. (25.12.1949 — 14.10.1967);
- архиепископ James Chiona (29.11.1967 — 23.01.2001);
- архиепископ Tarcisius Gervazio Ziyaye (23.01.2001 — 3.07.2013), назначен архиепископом Лилонгве;
- архиепископ Thomas Luke Msusa, S.M.M. (с 21 ноября 2013 года).